# 아오정
아오정(阿保町)은 일본 미에현 나가군에 설치되었던 정이다. 현재의 이가시의 일부에 해당한다.